# Mircea Baniciu
Mircea Baniciu (n. 31 iulie 1949, Timișoara) este un cântăreț și chitarist român, de meserie arhitect. S-a remarcat în muzica românească la începutul anilor '70 când a devenit solist vocal al formației rock Phoenix. După fuga colegilor săi din țară în 1977, începe o carieră solo, timp în care scoate pe piață un EP și patru albume. În 1992 a fondat trupa Pasărea Colibri, alături de Florian Pittiș, Mircea Vintilă și Vlady Cnejevici, cu care a cântat zece ani, răstimp în care au apărut pe piață cinci albume și un DVD. În 2002 revine în trupa Phoenix cu ocazia concertului aniversar „Phoenix 40 de ani”. În toamna anului 2007 părăsește din nou Phoenix pentru a-și continua cariera solo și pentru a înființa în 2014 supergrupul Pasărea Rock.

## Anii '70
La începutul anilor '70 Mircea Baniciu cânta ca folkist în cluburile din Timișoara. Cu această ocazie este văzut de Nicu Covaci și Günther Reininger, doi dintre membrii grupului Phoenix, care erau în cautarea unui solist vocal, și hotărăsc să-l coopteze în formație. Mircea Baniciu debutează în Phoenix în anul 1971, când susține câteva spectacole în care sunt prezentate piese precum „Nunta”, „Negru Vodă”, „Iarna”. Aceste piese au fost ulterior înregistrate pe albumul Cei ce ne-au dat nume, apărut în 1972, în componența: Nicu Covaci, Mircea Baniciu, Josef Kappl, Costin Petrescu și Valeriu Sepi.
Continuarea vine în 1973 cu EP-ul Meșterul Manole, apoi, în 1974, cu Mugur de fluier, unde apar câteva dintre hit-urile absolute ale grupului Phoenix: „Mica țiganiadă”, „Ochii negri, ochi de țigan”, „Strunga”, „Mugur de fluier” și „Andrii Popa”, care a devenit probabil cea mai cunoscută melodie a grupului timișorean. „Andrii Popa” este singura compoziție de Mircea Baniciu apărută în discografia Phoenix, despre care artistul povestește că a apărut din întâmplare pe disc, datorită faptului că la „înregistrările din Electrecord trebuia să completăm discul cu patru minute”.
Cantofabule (numele corect fiind Cantafabule) a apărut în 1975 și este considerat până astăzi cea mai importantă operă rock a României. Trupa Phoenix s-a retras, de toamna până primăvara, în munții Semenic pentru a compune piesele de pe acest album, iar când au ajuns în studio, în locul lui Costin Petrescu, a fost adus de Covaci la baterie Ovidiu Lipan „Țăndărică”.
În primăvara anului 1977, o parte dintre membrii trupei Phoenix, adică Nicu Covaci, Ovidiu Lipan, Josef Kappl și Erlend Krauser, fug din țară, reușind să treacă granița ascunși în boxele Marshall ale formației. Mircea Baniciu a rămas în țară, susținând ulterior ca nu a fost anunțat de această plecare. A continuat să cânte piesele Phoenix și după plecarea lui Nicu Covaci, deși a fost, în nenumărate rânduri, anchetat de Securitate.

## Anii '80
După plecarea din țară a membrilor formației, Mircea Baniciu desfășoară o prestigioasă carieră solo ca folkist. Primul disc propriu, Mircea Baniciu EP (1979), a fost înregistrat în Televiziunea Română, artistul aflând ulterior că s-a luat decizia ca Electrecord să scoată pe piață acest disc. La începutul anilor '80 a apărut pe piață Tristeți provinciale, primul său disc mare. A apărut de fapt fără titlu, întrucât numele propus de artist fusese respins de autorități pe motiv că „în acea perioadă nu era voie să fii prea trist”. Albumul a fost cunoscut de public mai degrabă ca Albumul galben. Acest disc avea să aducă și primele hituri marca Mircea Baniciu, printre care „Eșarfă în dar” și „Vara la țară”. Acompaniamentul aparține formației Post Scriptum din Timișoara. Aceasta este prezentă și pe următorul album al artistului, Ploaia, lansat în 1984. Ploaia conține piese precum „Scrisoare de bun rămas”, „Ploaia”, „Marea”, „Magazinul de vise”. Urmează Secunda 1, în 1989, cu piese ca „Frunza”, „La-nceput de drum”, „Secunda cea fără de batrânețe și fără de moarte”, iar apoi, în 1991, Secunda 2, cu alte piese precum „Himera”, „Pisica neagră”, „Dealul cu dor” sau „Întoarcerea la Orient”.

## Anii '90
În 1990 începe din nou să cânte alături de grupul Phoenix în primul concert al grupului după '90 la Palatul Copiilor din București. Totuși, adevărata revenire a grupului Phoenix în fața publicului român avea să se producă la festivalul Festivalul „Rock '91”, unde Phoenix cântă în fața a aproximativ 70.000 de spectatori. Participă de asemenea la un turneu național cu Phoenix, și merge în Germania pentru a înregistra câteva piese alături de ceilalți membri ai grupului, care vor apărea pe albumele SymPhoenix/Timișoara (1992) și Aniversare 35 (1997).
În 1992 părăsește grupul Phoenix din cauza unor divergențe cu liderul trupei, Nicu Covaci. În decembrie 1992, în timp ce Phoenix cântă în București cu un alt solist vocal, Mircea Baniciu cântă la Râmnicu Vâlcea într-un concert cu ocazia Crăciunului. În mod spontan, vin alături de el pe scenă Florian Pittiș și Mircea Vintilă, și cei trei cântă împreună. La sfârșitul spectacolului, Florian Pittiș anunță că a creat formația Pasărea Colibri. Ulterior, cei trei se reîntâlnesc în mai multe spectacole și păstrează aceeași formulă, care are un neașteptat succes la public. Hotărăsc să-l coopteze și pe Vlady Cnejevici (ex-Compact, ex-Progresiv TM) și să continue activitatea cu Pasărea Colibri.
Deși a fost gândită inițial ca formulă pentru spectacole, membrii Pasărea Colibri se hotărăsc să imprime un spectacol care avea să iasă pe piață în anul 1995 sub numele În căutarea cuibului pierdut. Doi ani mai târziu apare Ciripituri. În 1999, grupul realizează primul album de studio, Cântece de bivuac.
În anul 1999 Florian Pittiș renunță la participarea în spectacole. Pentru scurt timp, cei trei membri fondatori îl cooptează pe Radu Gheorghe, cu care realizează câteva spectacole. Un an mai târziu, încep să apară în spectacole alături de Marius Bațu (Poesis).

## După 2000

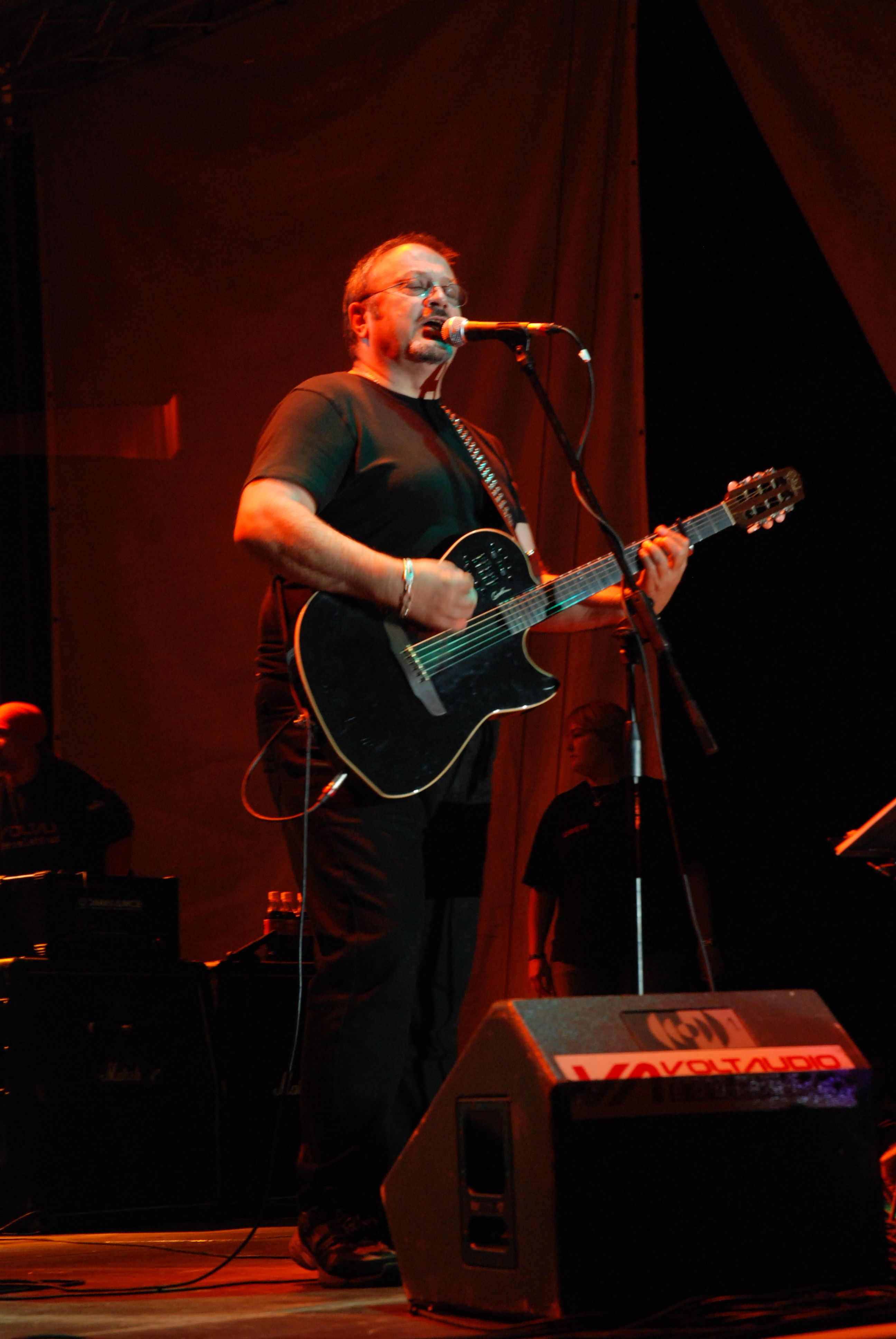
Mircea Baniciu într-un concert al formației Phoenix (2007)

În 2002 Pasărea Colibri scoate un nou album, Încă 2000 de ani, în formula Mircea Baniciu, Mircea Vintilă, Vlady Cnejevici și Marius Bațu. În 2003 are loc spectacolul „Pasărea Colibri – 10 ani”, avându-l ca invitat special pe Florian Pittiș. Acest spectacol este înregistrat și apare ulterior pe piață sub formă de CD (două volume) și DVD. Acest proiect a pus capăt activității formației, membrii ei hotărând să urmeze cariere separate.
În 2002 Mircea Baniciu revine în Phoenix, cu ocazia spectacolului aniversar „Phoenix 40 de ani” (octombrie 2002). Ulterior, continuă activitatea concertistică cu grupul Phoenix, iar în 2005 grupul scoate pe piață un nou album, Baba Novak. Concertul de lansare a noului disc, susținut în octombrie 2005 la Sala Palatului, avea să se transforme într-un DVD intitulat Live at Sala Palatului. În această perioadă, Phoenix susține turnee de promovare a noului disc în câteva orașe din țară, iar în 2006–2007 participă la toate marile festivaluri din România (Stufstock, Peninsula, Motorrock etc).
În anul 2007, după participarea la Festivalul „Stufstock 2007”, Mircea Baniciu părăsește grupul Phoenix din cauza unor noi divergențe cu Nicu Covaci.
În noiembrie 2007, Mircea Baniciu și-a lansat un blog personal, pe care promite să-l transforme în „opera sa autobiografică”. Cu această ocazie a promis să povestească lucruri inedite din perioada de aur a grupului Phoenix, momente  din istoria formației Pasărea Colibri și lucruri personale.

## Din nou solo
În anul 2008, artistul imprimă și lansează pe piață primul volum al colecției Best of Mircea Baniciu, numit sugestiv Eșarfa. Este o colecție a celor mai bune balade compuse și interpretate de Mircea Baniciu, printre care piese precum „Eșarfă în dar”, „Dacă ai ghici”, „Scrisoare de bun rămas”, „Frunza”, „Himera”, „Amintire”.
Este prima apariție discografică a artistului în formulă solo, după 17 ani. La concertul de lansare a acestui album, Mircea Baniciu a apărut pe scenă însoțit de formația sa.
Pe 3 decembrie 2008 a avut loc la Sala Palatului primul concert din seria „Mircea Baniciu & prietenii” în care artistul i-a avut ca invitați pe Josef Kappl, Mircea Vintilă, Marius Bațu, Ioan Gyuri Pascu, Leo Iorga și fiica sa – Ana Baniciu. Alături de invitații săi, artistul a cântat câteva dintre cele mai reprezentative piese ale repertoriului său, susținute anterior în trupele Phoenix sau Pasărea Colibri, precum și o bună parte dintre baladele sale.
Cu această ocazie Mircea Baniciu și Josef Kappl prezintă o nouă piesă numită „Pe Argeș în jos”, prima operă completă dintr-un viitor album muzical creat de cei doi. Aceasta este editată pe un maxi-single promoțional.
În noiembrie 2010 Mircea Baniciu lansează cel de-al doilea volum al „best of”-ului său, intitulat simplu Best of, Vol. 2, pe care se regăsesc piese precum „Andrii Popa”, „Vara la țară”, „Pisica neagră”, „Tristeți provinciale”, „Hanul ulciorului nesecat”, „Dealul cu dor”.
Pe 10 noiembrie 2010 a avut loc la Sala Palatului a doua ediție a spectacolului „Mircea Baniciu & prietenii”, moment în care vin din nou alături de el o parte dintre prietenii săi de scenă: Josef Kappl, Ioan Gyuri Pascu, Leo Iorga și trupa Pacifica.

## Familia
Pe 19 octombrie 2014, Mircea Baniciu s-a căsătorit cu Alina Nemeș, femeia care i-a dăruit un copil, Victor (10 ani).
El mai are o fiică, Ana, dintr-o relație anterioară.

## Discografie
Solo:
- Mircea Baniciu EP (EP, Electrecord, 1979)
- Tristeți provinciale (album de studio, LP/MC, Electrecord, 1981)
- Ploaia (album de studio, LP/MC, Electrecord, 1984)
- Secunda 1 (album de studio, LP/MC, Electrecord, 1989)
- Secunda 2 (album de studio, LP, Publi Partner SRL, 1992)
- Muzică de colecție, Vol. 35 (compilație, CD, Jurnalul Național, 2008)
- Anii '80–'90: Vinyl Collection (box sex, 4xCD, Cat Music & Colibri Music & MBA Digital Media, 2008)
- Eșarfa – Best of, Vol 1 (compilație, CD, Cat Music & Colibri Music & MBA Digital Media, 2008)
- Best of, Vol. 2 (compilație, CD, Cat Music & Colibri Music & MBA Digital Media, 2010)
- Best of, Volumele I, II & III (box set, 3xCD, MBA Digital Media, 2022)[6]

Cu Phoenix:
- Cei ce ne-au dat nume (album de studio, 2xLP, Electrecord, 1972)
- Meșterul Manole (EP, Electrecord, 1973)
- Mugur de fluier (album de studio, LP, Electrecord, 1974)
- Cantofabule (album de studio, 2xLP, Electrecord, 1975)
- Remember Phoenix (compilație, LP, Electrecord, 1991)
- SymPhoenix/Timișoara (album de studio, 2xLP/CD/MC, Eurostar & Genius CD, 1992)
- Evergreens (compilație, CD/MC, Electrecord, 1995)
- Cantafabule – Bestiar (album de studio, CD/MC, Genius CD, 1996)
- Aniversare 35 (album de concert, CD/MC, Genius CD, 1997)
- Baba Novak (album de studio, CD/MC, Zone Records & Phoenix Records, 2005)
- Phoenix Tour 2006 – Baba Novak (video, CD, Phoenix Records, 2006)
- Live at Sala Palatului (album video, DVD, Phoenix Records, 2006)

Cu Pasărea Colibri:
- În căutarea cuibului pierdut (album de studio, CD/MC, Blue Ridge International Computers & Roton, 1995)
- Ciripituri (album de studio, CD/MC, Intercont Music & Pasărea Colibri, 1996)
- Cântece de bivuac (album de studio, CD/MC, Roton, 1999)
- Încă 2000 de ani (album de studio, CD/MC, Roton, 2002)
- 10 ani – Vol. 1 (album de concert, CD/MC, Roton, 2003)
- 10 ani – Vol. 2 (album de concert, CD/MC, Roton, 2003)
- 10 ani (album video, DVD/VHS, Roton, 2003)
- 19 ani (compilație, CD, Cat Music & Colibri Music, 2011)

Cu Pasărea Rock:
- Pe Argeș în jos (maxi-single, CD, Kaprock Musikproduction & Cat Music, 2008) (apărut sub titulatura Baniciu & Kappl)
- Legenda (maxi-single, CD, Revolver Records, 2014)
- Călușandra (EP, CD, Revolver Records, 2015)
- Legenda (album de studio, CD, Revolver Records, 2016)
- Cavalcada (album de studio, CD, Revolver Records, 2021)

Cu Abra:
- Șapte (album de studio, CD, A&A Records, 2010)
- Data când totul e gata (album de studio, CD, MBA Digital Media & Colibri Music, 2013)

Cu Alexandru Andrieș, Mircea Vintilă și Nicu Alifantis:
- Tandrețuri pentru femei cu cei 4 corifei (album video, DVD, TVR Media, 2005)

### Colaborări și compilații
- Filmul Septembrie (1978) – piesa „În fiecare zi” (muzică și orchestrație de Adrian Enescu)
- Compilație – Muzică folk (LP/MC, Electrecord, 1978) – piesa „La seceriș”
- Mircea Baniciu / Marina Voica – Săptămâna / Tu vei rămâne tu (melodii de Dan Dimitriu) (split single, Electrecord, 1983) – piesa „Săptămâna”
- Compilație – Melodii '82 (LP, Electrecord, 1983) – piesa „Săptămâna”
- Alexandru Andrieș – Interioare (LP, Electrecord, 1984) – voce adițională la piesele „Parcul” și „Fără griji”
- Alexandru Andrieș – Interiors (LP, Electrecord, 1985) – voce adițională la piesele „The Park” și „Don't Worry”
- Florian din Transilvania – Tainicul vârtej (LP, Electrecord, 1986) – voce adițională
- Ioan Gyuri Pascu / Mircea Rusu – Ar putea fi / Gigi praf (MC, Reflex, 1992) – voce adițională la piesele „Omul liber care cântă” și „În inima mea”
- Compilație – Din darul magilor (LP/CD/MC, East & Art, 1995) – piesele „E iarnă și-ți cânt” și „Alb”
- Compilație – Din darul magilor II (CD/MC, Roton, 1996) – piesele „Drumul magilor” și „Pomul de Crăciun”
- Compilație – Din darul magilor 5 – In memoriam Valeriu Sterian (CD/MC, Fundația Culturală Phoenix, 2000) – piesa „Amintire cu haiduci”
- Holograf – Holografica (CD/MC, MediaPro Music, 2000) – voce la piesa „Inima mea nu e întreagă dacă nu ești tu”
- Roșu și Negru – Tribut lui Liviu Tudan (CD, Roton, 2007) – piesa „Hai, acasă!”
- Compilație – Salvați-vă îngerii (CD, Acasă Music, 2007) – piesa „O stea” (duet cu Loredana Groza)
- Compilație – Folk You 2007 (DVD, Jurnalul Național, 2008) – piesele „Tristeți provinciale”, „Amintire” și „Întoarcerea la Orient”
- Compilație – Timpul chitarelor (DVD, TVR Media, 2009) – piesele „Andrii Popa” (cu Phoenix) și „Eșarfă în dar”
- Pragu' de Sus – Ultimul poet (CD, Autoprodus, 2009) – piesa „Nimeni, nimeni”
- Adrian Enescu – Invisible Movies (CD, A&A Records, 2014) – piesa „Septembrie (I)”
- Keo – Liber (CD, Roton, 2015) – piesa „Acasă”
- RIT – Barbu Lăutaru (maxi-single, Autoprodus, 2016) – piesa „Cântec pentru cel ce vede întâia oară soarele”
- Adrian Berinde – Arcan (CD, Republic Production, 2017) – piesa „Puțin din fiecare”
- piesa „O sută de ani” (centenar Universitatea Politehnica Timișoara), apărută în noiembrie 2020 și interpretată de supergrupul RockING: Mircea Baniciu (voce și chitară), Călin Pop (voce și chitară), Tavi Horvath (voce rap), Tiberiu Bako (bas), Teodor Pop (claviaturi), Vali Potra (tobe) [7]
- piesele „Povestea neamului” și „Fratele lumii” înregistrate împreună cu Vlady Cnejevici (claviaturi, producție muzicală, compoziție), Teo Boar (chitară) și Sergiu Simionese (voce), publicate în octombrie–decembrie 2020, ce fac parte din albumul solo al lui Vlady Cnejevici, Ieri și azi.[8]
- piesa „Copilul” , în duet cu Ana Baniciu, videoclipul a fost lansat la 31 mai 2023 prin Cat Music.[9]

## Premii și distincții
Președintele României Ion Iliescu i-a conferit lui Mircea Baniciu la 10 decembrie 2004 Ordinul Meritul Cultural în grad de Cavaler, Categoria B – „Muzică”, „pentru contribuțiile deosebite în activitatea artistică și culturală din țara noastră, pentru promovarea civilizației și istoriei românești”. 